# Ash Priors
Pour les articles homonymes, voir Ash.
Ash Priors est une paroisse civile et un village du Somerset, en Angleterre.